# Рейтинг Fair Play УЄФА
Рейтинг Respect Fair Play використовується УЄФА з 1995 року для надання трьох місць для першого відбіркового раунду Ліги Європи УЄФА. Станом на сезон 2015-16, УЄФА більше не буде надавати цих місць, натомість буде надавати грошові премії асоціаціям-переможцям.

## Система кваліфікації

### 1995–2008
Одну путівку в Кубок УЄФА (перший кваліфікаційний раунд) отримувала асоціація з найвищим рейтингом, а дві інші визначалися сліпим жеребом серед асоціацій з рейтингом від 8.0 і більше.

### 2008–2015
Три Асоціації з найвищим рейтингом Respect Fair Play автоматично отримували місце в першому кваліфікаційному раунді Кубка УЄФА, якщо вони мають мінімальний середній бал 8,0. Ці місця потім розподіляються між клубами які є найкращими у власній Respect Fair Play ліги цієї асоціації.

### 2015-даний час
З сезону 2015-16 Respect Fair Play буде оцінюватися за трьома категоріями: загальна чесна гра, чесна гра протягом року і поведінка глядача, причому кожна асоціація оцінюється і оголошується переможцем у кожній категорії. Жодна асоціація не може виграти більше однієї категорії. Також з 2015 року Respect Fair Play більше не надає місць до Ліги Європи, натомість надає грошові нагороди асоціаціям за перемогу в одній із трьох категорій, які мають бути спрямовані на проекти «чесної гри та поваги».

## Рейтинг
Всі представницькі команди футбольної асоціації відповідають за оцінку рейтингу Respect Fair Play цієї асоціації. Це стосується матчів всіх збірних і всіх клубів у всіх змаганнях УЄФА.

### Критерії
Команди оцінюються за такими критеріями:
- Жовті і червоні картки: якщо картки не показані оцінка буде 10. Кожна жовта картка буде віднімати цю суму на 1. Червона картка буде коштувати команді 3 бала в рейтингу. Якщо червона картка є результатом другої жовтої картки то будуть ігноруватися відрахування другої жовтої картки.
- Позитивна гра: наприклад, атакуючі тактики, прискорена гра, зусилля за для досягнення цілей. Команда може заробити максимум, 10 балів і як мінімум 1 бал
- Повага до суперника: наприклад, повертаючи м'яч супернику на вкидання, допомога травмованому противнику: максимум 5 балів, мінімум 1 бал
- Повага до арбітра: максимум 5 балів, мінімум 1 бал
- Поведінка офіційних осіб команди: максимум 5 балів, мінімум 1 бал
- Поведінка шанувальників: максимум 5 балів, мінімум 1 бал

Загальна кількість балів буде ділитися на максимальну кількість балів, 40 (або 35, якщо є незначна кількість шанувальників), і множитись на 10, сума балів буде від 0 до 10.

### Остаточний рейтинг 2014-15
| Місце | Асоціація            | Бали  | Зіграно матчів |
| ----- | -------------------- | ----- | -------------- |
| 1     | Нідерланди           | 8.151 | 110            |
| 2     | Англія               | 8.146 | 160            |
| 3     | Ірландія             | 8.144 | 66             |
| 4     | Фінляндія            | 8.141 | 68             |
| 5     | Данія                | 8.128 | 88             |
| 6     | Німеччина            | 8.123 | 146            |
| 7     | Норвегія             | 8.113 | 71             |
| 8     | Ісландія             | 8.089 | 53             |
| 9     | Швеція               | 8.087 | 110            |
| 10    | Шотландія            | 8.083 | 95             |
| 11    | Іспанія              | 8.039 | 159            |
| 12    | Австрія              | 8.015 | 71             |
| 13    | Північна Ірландія    | 8.003 | 47             |
| 14    | Швейцарія            | 8.001 | 96             |
| 15    | Бельгія              | 7.967 | 107            |
| 16    | Франція              | 7.960 | 115            |
| 17    | Італія               | 7.953 | 147            |
| 18    | Чехія                | 7.928 | 75             |
| 19    | Уельс                | 7.924 | 52             |
| 20    | Польща               | 7.911 | 72             |
| 21    | Казахстан            | 7.879 | 59             |
| 22    | Росія                | 7.872 | 126            |
| 23    | Фарерські острови    | 7.868 | 43             |
| 24    | Болгарія             | 7.864 | 72             |
| 25    | Словенія             | 7.848 | 71             |
| 26    | Ізраїль              | 7.843 | 55             |
| 27    | Литва                | 7.824 | 55             |
| 28    | Румунія              | 7.811 | 80             |
| 29    | Кіпр                 | 7.790 | 69             |
| 30    | Португалія           | 7.768 | 128            |
| 31    | Словаччина           | 7.765 | 76             |
| 32    | Хорватія             | 7.760 | 86             |
| 33    | Естонія              | 7.753 | 52             |
| 34    | Сербія               | 7.749 | 76             |
| 35    | Боснія і Герцеговина | 7.742 | 55             |
| 36    | Угорщина             | 7.738 | 68             |
| 37    | Україна              | 7.700 | 122            |
| 38    | Греція               | 7.694 | 84             |
| 39    | Грузія               | 7.684 | 45             |
| 40    | Білорусь             | 7.678 | 83             |
| 41    | Молдова              | 7.642 | 53             |
| 42    | Туреччина            | 7.615 | 90             |
| 43    | Мальта               | 7.600 | 45             |
| 44    | Чорногорія           | 7.592 | 44             |
| 45    | Латвія               | 7.565 | 49             |
| 46    | Македонія            | 7.500 | 51             |
| 47    | Азербайджан          | 7.441 | 59             |
| 48    | Албанія              | 7.348 | 38             |
| 49    | Вірменія             | 7.822 | 29             |
| 50    | Гібралтар            | 7.809 | 21             |
| 51    | Ліхтенштейн          | 7.767 | 18             |
| 52    | Люксембург           | 7.720 | 24             |
| 53    | Сан-Марино           | 7.485 | 24             |
| 54    | Андорра              | 6.922 | 32             |

Поріг: 37 матчів
Група 1: 37 або більше зіграних матчів; 
Група 2: менше 37 матчів